# 金子昇平
金子 昇平（かねこ しょうへい）は、日本の法学者。専門は行政法。駒澤大学名誉教授。弁護士。

## 来歴
中央大学卒業。駒澤大学大学院法学研究科公法学専攻修士課程修了。駒澤大学教授。定年退職し名誉教授。
父・金子光和は住職で、横浜中華街の初代牌楼（1955年完成・善隣門）の建設委員長を務めた。